# 鲁道夫·卡尔施
鲁道夫·卡尔施（德語：Rudolf Karsch，1913年12月26日—1950年12月11日），德国男子自行车运动员。他曾代表德国参加1936年夏季奥林匹克运动会自行车比赛，获得男子1公里计时赛铜牌。